# Lobatschewskische Formeln
Die lobatschewskischen Formeln sind zwei mathematische Formeln für uneigentliche Integrale im Zusammenhang mit dem Kardinalsinus, welche dem Teilgebiet der Analysis zuzurechnen sind. Gemäß der Darstellung von G. M. Fichtenholz in Band II der dreibändigen Differential- und Integralrechnung wurden sie von dem russischen Mathematiker Nikolai Iwanowitsch Lobatschewski (1792–1856) gefunden.

## Darstellung der Formeln
Sie lauten:
Gegeben sei eine reelle Funktion
{\displaystyle f\colon [0,\infty [\to \mathbb {R} }
mit folgenden Eigenschaften:
 (1) {\displaystyle f} ist im Intervall {\displaystyle \left[0,{\frac {\pi }{2}}\right]} eigentlich oder uneigentlich Riemann-integrierbar.
 (2) Die mit dem Kardinalsinus gebildete Produktfunktion {\displaystyle f\cdot \operatorname {si} \colon [0,\infty [\to \mathbb {R} \;,x\mapsto f(x)\cdot \operatorname {si} (x)} ist im Intervall {\displaystyle [0,\infty [} uneigentlich Riemann-integrierbar.
 (3) {\displaystyle f} ist eine {\displaystyle \pi }-periodische Funktion, erfüllt also für {\displaystyle x\in [0,\infty [} stets die Gleichung {\displaystyle f(x+{\pi })=f(x)} .
 (4) {\displaystyle f} erfüllt für {\displaystyle x\in [0,\pi ]} stets die Gleichung {\displaystyle f({\pi }-x)=f(x)} .
Dann gilt:
 (a) {\displaystyle \int _{0}^{\infty }{f(x)\cdot {\frac {\sin x}{x}}}\,\mathrm {d} x=\int _{0}^{\frac {\pi }{2}}{f(x)}\,\mathrm {d} x}
 (b) {\displaystyle \int _{0}^{\infty }{f(x)\cdot {\frac {{\sin }^{2}x}{x^{2}}}}\,\mathrm {d} x=\int _{0}^{\frac {\pi }{2}}{f(x)}\,\mathrm {d} x}

## Anwendungen
Mit Hilfe der lobatschewskischen Formeln (und unter Zuhilfenahme der üblichen Rechenmethoden der Integralrechnung) lassen sich mehrere Identitäten ableiten, unter anderem die folgenden:
 (A-1) {\displaystyle \int _{0}^{\infty }{\frac {\sin x}{x}}\,\mathrm {d} x={\frac {\pi }{2}}}
 (A-2) {\displaystyle \int _{0}^{\infty }{\frac {{\sin }^{2n+1}x}{x}}\,\mathrm {d} x={\frac {\pi }{2}}\cdot {\frac {(2n-1)!!}{(2n)!!}}\;(n=0,1,2,3,\ldots )}
 (A-3) {\displaystyle \int _{0}^{\infty }{\frac {{\sin }^{2}x}{x^{2}}}\,\mathrm {d} x={\frac {\pi }{2}}}
 (A-4) {\displaystyle \int _{0}^{\infty }{\frac {\arctan {\left(a\cdot \sin x\right)}}{x}}\,\mathrm {d} x={\frac {\pi }{2}}\cdot \ln {\left(a+{\sqrt {1+a^{2}}}\right)}\;(a>0)}
 (A-5) {\displaystyle \int _{0}^{\infty }{\ln {|{\sin x}|}\cdot {\frac {\sin x}{x}}}\,\mathrm {d} x=-{{\frac {\pi }{2}}\cdot \ln 2}}
 (A-6) {\displaystyle \int _{0}^{\infty }{\frac {\ln {|{\cos x}|}}{x^{2}}}\,\mathrm {d} x=-{\frac {\pi }{2}}}
 (A-7) {\displaystyle \int _{0}^{\infty }{\frac {{\ln }^{2}{|{\cos x}|}}{x^{2}}}\,\mathrm {d} x=-{\pi \cdot \ln 2}}

## Hintergrund: Partialbruchzerlegungen
Wie Fichtenholz zeigt, beruhen die lobatschewskischen Formeln wesentlich auf den Partialbruchzerlegungen der beiden Funktionen {\displaystyle x\mapsto {\frac {1}{\sin x}}\;,\;x\mapsto {\frac {1}{{\sin }^{2}x}}\;(x\notin {\pi \cdot \mathbb {Z} })} . Hier gilt:
{\displaystyle {\frac {1}{\sin x}}={\frac {1}{x}}+\sum _{n=1}^{\infty }{(-1)^{n}\left({\frac {1}{x-n\pi }}+{\frac {1}{x+n\pi }}\right)}={\frac {1}{x}}+\sum _{n=1}^{\infty }{(-1)^{n}{\frac {2x}{x^{2}-n^{2}{\pi }^{2}}}}}
sowie
{\displaystyle {\frac {1}{{\sin }^{2}x}}={\frac {1}{x^{2}}}+\sum _{n=1}^{\infty }{\left({\frac {1}{\left[x-n\pi \right]^{2}}}+{\frac {1}{\left[x+n\pi \right]^{2}}}\right)}} .

## Lobatschewski-Integral
Verwandt mit obigen Formeln ist das sogenannte Lobatschewski-Integral. Lobatschewski fand es im Zusammenhang mit Berechnungen zu Umfängen und Flächeninhalten in der von ihm erdachten hyperbolischen Geometrie. Es ist ein uneigentliches Integral und erfüllt die folgende Gleichung:

{\displaystyle \int _{0}^{\frac {\pi }{2}}{\ln {\cos x}}\,\mathrm {d} x=-{\frac {\pi }{2}}\cdot \ln {2}} .
Hieraus ergeben sich dann die oben schon erwähnenten Beziehungen:
{\displaystyle \int _{0}^{\infty }{{\frac {\sin x}{x}}\cdot \ln {|\sin x|}}\,\mathrm {d} x=\int _{0}^{\frac {\pi }{2}}{\ln {\sin x}}\,\mathrm {d} x=-{\frac {\pi }{2}}\cdot \ln {2}} .